# Fármaco
Un fármaco es una molécula bioactiva que en virtud de su estructura y configuración química puede interactuar con macromoléculas proteicas, generalmente denominadas receptores, localizadas en la membrana, citoplasma o núcleo de una célula, dando lugar a una acción y un efecto evidenciable.
Las enzimas también se consideran receptores catalíticos, pues están en condiciones de interactuar con ligandos. En este caso los fármacos (agonistas), en esa unión fármaco-receptor, intervienen casi siempre uniones supramoleculares, es decir, no de carácter covalente de alta energía. (alrededor de 60 kcal mol), sino más bien uniones más débiles y reversibles como hidrofóbicas, de Van der Waals o puentes de hidrógeno.
Modernamente en el diseño de nuevos fármacos se utilizan descriptores, que categorizan una molécula por aspectos electrónicos, geométricos, cuánticos, termodinámicos y de conectividad, eso viabiliza la utilización de herramientas informáticas en el diseño de estructuras referenciales o cabezas de serie.
Cuando el fármaco, que es el principio activo, se lo presenta como una forma farmacéutica determinada, se lo denomina medicamento; aquí ya se incluyen contingentes tecnológicos de fabricación, que determinarán una biodisponibilidad y estabilidad adecuada de esa presentación, es decir buena absorción en un lapso de tiempo, y no degradación química o físico-química que afecten su funcionamiento en un organismo vivo, es decir sin menoscabar una adecuada absorción, pasen de la fase biofarmacéutica a la fase farmacocinética que determina la llegada exitosa de una molécula bioactiva a la biofase o sitio de acción, en niveles de concentración que garanticen un efecto.
Hoy en día el avance en proteonómica y las consiguientes alteraciones que pueden sufrir las proteínas en sus estructuras terciarias principalmente, abren nuevos y sugestivos caminos en la investigación de moléculas bioactivas para combatir peligrosos agentes infecciosos, como virus o bacterias, y el cáncer..
Esta definición se acota a aquellas sustancias de interés clínico, es decir aquellas usadas para la prevención, diagnóstico, tratamiento, mitigación y cura de enfermedades, y se prefiere el nombre de tóxico para aquellas sustancias no destinadas al uso clínico pero que pueden ser absorbidas accidental o intencionalmente; y droga para aquellas sustancias de uso social que se utilizan para modificar estados del ánimo.
Los fármacos pueden ser sustancias creadas por el hombre o producidas por otros organismos y utilizadas por aquel. De esta forma, hormonas, anticuerpos, interleucinas y vacunas son considerados fármacos al ser administrados en forma farmacéutica. En resumen, para que una sustancia biológicamente activa se clasifique como fármaco, debe administrarse al cuerpo de manera exógena y con fines médicos.
Los fármacos se expenden y utilizan principalmente en la forma de medicamentos, los cuales contienen el o los fármacos prescritos por un facultativo

## Etimología
La palabra fármaco procede del griego phármakon, que se utilizaba para nombrar tanto a las drogas como a los medicamentos. El término phármakon tenía variados significados, que incluían: "remedio", "cura", "veneno", "antídoto", "droga", "receta", "colorante artificial", "pintura", etc.
Los fármacos pueden ser sustancias idénticas a las producidas por el organismo (por ejemplo, las hormonas obtenidas por ingeniería genética) o sustancias químicas sintetizadas industrialmente que no existen en la naturaleza, pero que tienen zonas análogas en su estructura molecular y que provocan un cambio en la actividad de las células.

## Historia
Históricamente, se ha entendido como sustancia medicinal, independiente de su origen o elaboración, cualquier producto consumible al que se le atribuyen efectos beneficiosos en el ser humano. Estas sustancias medicinales, tal como los medicamentos actuales, estaban constituidas por uno o varios fármacos, que se denominan principio activo o sustancia activa de dichas sustancias, para diferenciarlos de los elementos no medicinales que las componen.
- En el papiro Ebers, del año 1500 a. C., encontramos una referencia del extenso uso de sustancias para uso medicinal en el antiguo Egipto.

- En el siglo I de nuestra era, Dioscórides escribió De Materia Medica, un tratado con más de 700 sustancias usadas médicamente.

- Hoy en día, los fármacos se expenden en forma de medicamentos, los cuales contienen uno o más principios activos, diferenciándose de excipientes y de disolventes empleados en su fabricación. Los laboratorios farmacéuticos utilizan nombres comerciales, ya que el principio activo tiene una denominación que es de dominio público.

## Nomenclatura
Además de la denominación química de un fármaco, los fabricantes de productos farmacéuticos, en conjunto con instituciones científicas y académicas, le asignan un nombre oficial internacional, la Denominación Común Internacional del fármaco. Sin embargo, muchas veces el fabricante lo comercializa con un nombre patentado (o comercial), que puede variar entre distintas naciones, lo cual ha generado una gran confusión respecto de los nombres de los fármacos y medicamentos.
Para resolver esto, las distintas legislaciones han previsto diversos sistemas de control de los nombres de los fármacos y los medicamentos que se expenden.

## Medicamentos
Se entiende por medicamento el estado bajo el cual se presenta un fármaco para su uso práctico para la consideración del máximo beneficio terapéutico para el individuo y minimizando los efectos secundarios indeseables.
Un medicamento es la suma de una forma farmacéutica y su acondicionamiento (envasado, etiquetado, estuchado, prospecto).
El acondicionamiento primario es aquel envase o cualquier otra forma de acondicionamiento que se encuentre en contacto directo con el fármaco o forma farmacéutica (blíster, tubo, frasco, etc). El acondicionamiento secundario es el embalaje exterior en el que se encuentra el acondicionamiento primario (estuche, caja, prospecto, etc)
Las formas farmacéuticas son los principios activos más los excipientes. Son un producto semiterminado en presentación:
- Líquidas:

Disolución, jarabe, suspensión, tinturas medicinales, infusiones, aerosoles, colirio, inyectables e infusión parenteral, extracto, emulsión, enema, colutorios y gargarismo.
- Sólidas:

Polvos, granulados, comprimidos, tabletas, grageas, cápsulas, píldoras o glóbulo homeopático.
- Semisólidas:

Emulsión, pasta, crema, pomada, ungüento, geles, lociones, supositorios, óvulos, jaleas y cremas anticonceptivos y linimentos.
- Otras:

Nanosuspensión, emplasto, dispositivos transdérmicos, aspersores, inhaladores e implantes.
Los nombres comerciales de los medicamentos varían en muchos países aun cuando posean el mismo fármaco; por eso se recurre a utilizar el nombre del medicamento acompañado del nombre del fármaco.

## Características de los fármacos
Los fármacos pueden ser sintetizados o extraídos de un organismo vivo, en este último caso, el fármaco debe ser purificado y/o modificado químicamente, antes de ser considerado como tal.
La actividad de un fármaco varía debido a la naturaleza de estos, pero siempre está relacionada con la cantidad ingerida o absorbida. Por ejemplo, los medicamentos oncológicos, que curan el cáncer, son conocidos como ingredientes activos de gran potencia (high potent active ingredients) y se usan en concentraciones muy pequeñas para curar algún tipo especial de cáncer. Cada uno de ellos causa múltiples efectos secundarios y la sobredosis puede afectar negativamente a las células sanas; tal es el caso del oxaliplatino, el letrozol, el cisplatino, el anastrozol, etc.

## Categorías terapéuticas
- Analgésico (contra el dolor)

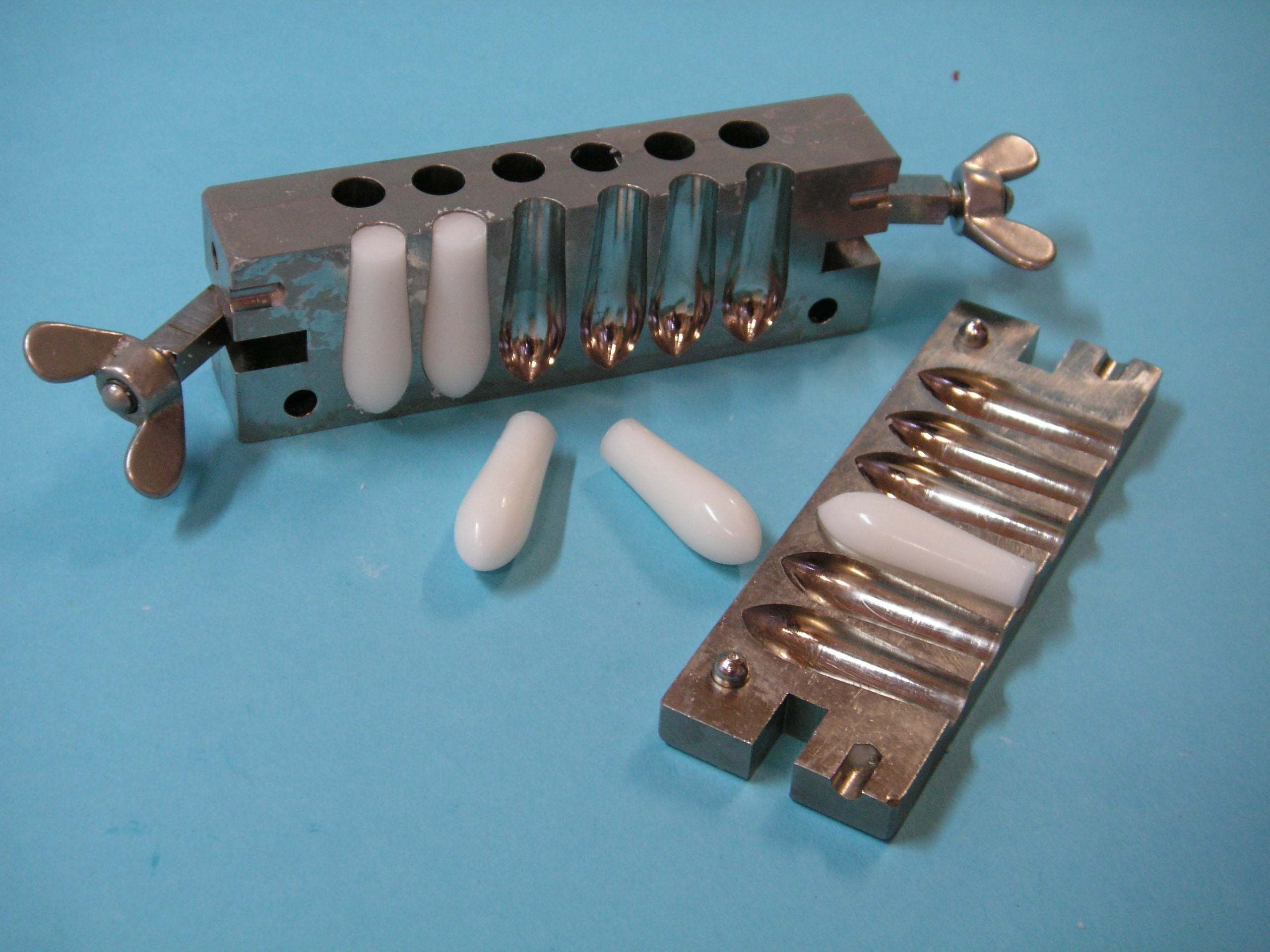
Molde para supositorios.

- Anestésico (para adormecer a los pacientes en cirugía)
- Ansiolítico (contra la ansiedad)
- Antibiótico (contra las infecciones bacterianas)
- Anticolinérgico (con efectos sobre el sistema nervioso)
- Anticonceptivo (para prevenir el embarazo)
- Anticonvulsivo (contra las convulsiones y otros síntomas de la epilepsia)
- Antidepresivo (contra la depresión)
- Antidiabético (para reducir los niveles de glucosa en sangre)
- Antiemético (contra el vómito)
- Antihelmíntico (contra las infecciones intestinales provocadas por gusanos y lombrices (helmintiasis))
- Antihipertensivo (para reducir la presión arterial)
- Antihistamínico (contra las alergias)
- Antineoplásico (contra los tumores o neoplasias)
- Antiinflamatorio (contra la inflamación)
- Antiparkinsoniano (contra los síntomas de la enfermedad de Parkinson)
- Antimicótico (contra los hongos)
- Antipirético (contra la fiebre)
- Antipsicótico (contra los síntomas de diferentes tipos de psicosis y de otros padecimientos mentales/emocionales)
- Antitusivo (contra la tos)
- Antídoto (contra los efectos de los venenos)
- Broncodilatador (para dilatar los bronquios; útiles en el tratamiento del asma y de la enfermedad pulmonar obstructiva crónica (EPOC))
- Cardiotónico (para fortalecer el músculo cardíaco)
- Citostático o citotóxico o quimioterápico (para interrumpir la división celular; de utilidad en el tratamiento del cáncer)
- Hipnótico (para obtener relajación, sedación, tranquilidad o sueño en pacientes con ansiedad o con problemas para dormir)
- Hormonoterápico (para resolver desequilibrios en el funcionamiento hormonal)
- Quimioterápico (para el tratamiento de tumores cancerosos)
- Relajante muscular (para la relajación muscular)

## Plantas medicinales
Son productos fitosanitarios a base de hierbas. El ingrediente activo puede ser el resultado de la interacción de una variedad de componentes que actúan tanto sobre un agente patógeno como sobre una variedad de sistemas del cuerpo que participan en la inmunidad.
El ingrediente farmacéutico activo puede ser desconocido o pueden existir cofactores, a fin de lograr los objetivos terapéuticos. Una manera como los fabricantes lo han tratado de indicar es la normalización de un marcador compuesto. Sin embargo la normalización no se ha estandarizado aún: las diferentes empresas utilizan diferentes marcadores, o diferentes niveles de los marcadores de la misma, o diferentes métodos de ensayo para los compuestos marcador.
Por ejemplo, la hierba de San Juan es a menudo normalizada a la hipericina que ahora se sabe que no es el "ingrediente activo" para el uso de antidepresivos. Otras empresas lo normalizan a hyperforin o a ambos, aunque puede haber unos 24 principios activos conocidos posibles. Muchos herbolarios creen que el ingrediente activo en una planta es la planta en sí.

## Los fármacos como contaminantes

### Contaminación del agua por medicamentos
No se conoce del todo bien el riesgo de este tipo de contaminación pero se ha empezado a investigar en los últimos años los efectos y la manera de eliminarlos.
Analgésicos, antiinflamatorios, anticonceptivos, antibióticos y demás productos que llenan los botiquines y que son tomados con cierta asiduidad acaban en las aguas de los ríos, lagos, etc.
Las cantidades registradas por ahora no suponen un riesgo para la salud humana pero es preocupante el riesgo de interacción de las diferentes sustancias.
Cuando se ingiere un fármaco, gran parte del compuesto activo es excretado a través de la orina y de las heces, acabando en las aguas residuales que llegan a las depuradoras para ser tratadas. El problema es que los tratamientos en estas plantas de depuración no son suficientes para extraer los residuos farmacológicos en su totalidad, por lo que acaban viajando hasta los ríos, lagos, mares, acuíferos y al final aunque en cantidades pequeñas terminan en nuestros grifos.
Se calcula que en las aguas residuales se hallan más de 20 fármacos de composición variable según países.
En las aguas residuales de España se detectaron fármacos como los reguladores del colesterol ácido clofíbrico y gemfibrozil, los analgésicos naproxeno y diclofenaco, el antiinflamatorio ibuprofeno, el antiepiléptico carbamazepina y el beta-bloqueante atenolol.
El estudio releva que hasta la cafeína que se toma con el café puede acabar en estas aguas. Se han detectado cantidades de un desinfectante antibacteriano como el triclosán, que se incorpora a muchos detergentes y que es preocupante ya que podría generar resistencias en las bacterias. La concentración de estos residuos no supone un riesgo para la salud humana, lo que sí es preocupante es que en cada litro puede haber gran cantidad de fármacos que incluso pueden interaccionar entre ellos.
Otro efecto muy importante es el efecto acumulativo en los ecosistemas. Un temor fundado es que la exposición constante de los microorganismos del ecosistema a los antimicrobianos pueda generar patógenos resistentes a estos fármacos poniendo en peligro el tratamiento de futuras infecciones.
No menos importantes son los efectos de las píldoras anticonceptivas y tratamientos hormonales que siguen activos al llegar al medio ambiente y pueden alterar el sistema endocrino de los organismos.
Se estudian métodos para la eliminación los restos de fármacos en agua, entre ellos el tratamiento con ozono.
Una medida importante a tener en cuenta sería no derrochar el agua para así hacer llegar a las depuradoras un menor volumen de agua para que se pueda tratar con eficacia.